# Now TV
Now TV – dostawca płatnej telewizji funkcjonujący w Hongkongu. Należy do przedsiębiorstwa telekomunikacyjnego PCCW. Now TV ma postać telewizji internetowej typu IPTV.
Platforma została uruchomiona w 2003 roku. W 2006 r. usługa docierała do 66 proc. gospodarstw domowych w Hongkongu. W grudniu tegoż roku z Now TV korzystało 758 tys. abonentów.